# Guadelupe Velázquez
Guadelupe Velázquez, teljes nevén José Guadelupe Velázquez Alarcón (1923. augusztus 12. – 1959) mexikói labdarúgó, csatár.

## Pályafutása
Karrierjét két csapatban, a Pueblában és a Veracruzban töltötte. Előbbiben hat év alatt hatvanegy gólt szerzett, amivel a klub történetének hatodik legeredményesebb góllövője.
A mexikói válogatottban öt meccsen van. Részt vett az 1950-es vb-n.

## Külső hivatkozások
- Guadelupe Velázquez – a FIFA adatbázisában